# 德积街道
德积街道，是中华人民共和国江苏省苏州市张家港市下辖的一个乡镇级行政单位。
2021年3月2日，撤销金港镇。以原金港镇元丰、德丰、学前3个居委会和小明沙、朝南、新套、德积、福民、永兴、双丰、北荫8个村委会区域为德积街道行政区域。

## 行政区划
德积街道下辖以下地区：
元丰、德丰、学前3个居委会和小明沙、朝南、新套、德积、福民、永兴、双丰、北荫8个村委会。